# 칼리시현

칼리시현의 문장

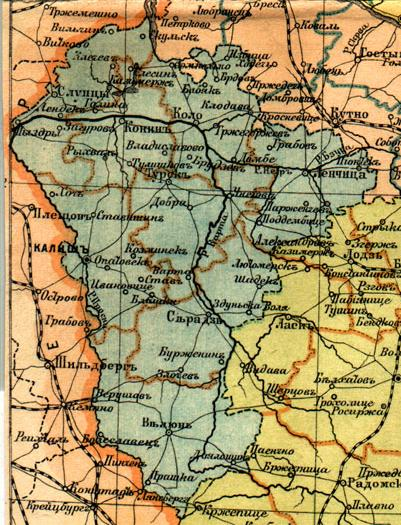
칼리시현의 지도

칼리시현(폴란드어: Gubernia kaliska, 러시아어: Калишская губерния)은 1837년부터 1844년까지, 1867년부터 1917년까지 존재했던 러시아 제국의 폴란드 입헌왕국의 현으로 현도는 칼리시이며 면적은 11,373.5km2, 인구는 840,597명(1897년 당시 기준)이다. 1844년 마조프셰현과 함께 바르샤바현에 합병되면서 폐지되었다가 1867년에 다시 신설되었다.